# Two Weeks Notice
Two Weeks Notice, titulada en español como Amor a segunda vista en Hispanoamérica y Amor con preaviso en España, es una comedia romántica estrenada el 20 de diciembre de 2002 en Estados Unidos, el 13 y 14 de febrero de 2003 en México y Perú, respectivamente; y el 21 de febrero del mismo año en España. Protagonizada por Sandra Bullock y Hugh Grant. Escrita y dirigida por Marc Lawrence.

## Argumento
El millonario dueño de una empresa de construcción George Wade (Hugh Grant) no hace nada sin Lucy Kelson (Sandra Bullock), su asesora legal encargada de múltiples tareas. Abogada inteligente de mente estratégica, Lucy también ha conseguido una úlcera y no tiene tiempo ni para dormir ya que es continuamente despertada por George. No es el trabajo lo que le afecta, es George. Inteligente, encantador y sin lugar a dudas absorto en sí mismo, la trata más como a una niñera que como a una abogada licenciada en Harvard, y apenas puede elegir una corbata sin consultárselo a ella.
Ahora después de cinco años aconsejándole sobre todo, desde su ropa hasta sus acuerdos de divorcio, Lucy ha decidido poner punto final. Aunque George le pone difícil a Lucy abandonar la Wade Corporation, finalmente accede a dejar que se vaya, a condición de que Lucy encuentre a su propia sustituta. Tras una búsqueda infructuosa, contrata a una joven y ambiciosa abogada licenciada en Harvard llamada June Carver (Alicia Witt), interesada en su nuevo y rico jefe. A la vista de que Lucy está literalmente navegando fuera de su vida, George se enfrenta a su propia decisión.

## Reparto
- Hugh Grant como George Wade, un millonario egoísta y atractivo dueño de una empresa de construcción que no puede hacer nada sin Lucy.
- Sandra Bullock como Lucy Kelson, una abogada licenciada en Harvard que trabaja para George, y que decide renunciar al trabajo.
- Alicia Witt como June Carver, una abogada licenciada en Harvard que sustituirá a Lucy.
- Dana Ivey como Ruth Kelson, la madre de Lucy.
- Robert Klein como Larry Kelson, el padre de Lucy.
- Heather Burns como Meryl Brooks, la íntima amiga de Lucy.

Cameos:
- Donald Trump
- Norah Jones

## Recepción

### Taquilla
Two Weeks Notice se estrenó el 20 de diciembre de 2002 en Norteamérica. Durante su primer día en exhibición sumó $4.6 millones, convirtiéndose en la segunda opción más vista de la jornada. Proyectada en 2755 salas la recaudación durante su primer fin de semana fue de $14.3 millones, con una media por sala de $5.200 dólares, quedando posicionada en la tabla por delante de Maid in Manhattan y por detrás de El Señor de los Anillos: las dos torres. Acumuló $93.3 millones en Estados Unidos y Canadá. Fuera de las fronteras de América del Norte generó $105.6 millones. Reino Unido con $20.7 millones y Alemania con $15 millones fueron los territorios donde más éxito comercial cosechó, seguidos de Australia con $9.2 millones, Japón con $6.7 millones, Italia con $5.8 millones y España con $5 millones. Tras su exhibición mundial la película llegó al monto final de $199 millones. El presupuesto invertido en la producción fue de $60 millones.

### Respuesta crítica
Two Weeks Notice recibió críticas mixtas. La película tiene un 42 % de comentarios positivos en Rotten Tomatoes basado en 120 reseñas con una media de 5.3 sobre 10 y con el siguiente consenso: «aunque Two Weeks Notice no aporta nada nuevo al género, Hugh Grant y Sandra Bullock hacen la película agradable, aunque predecible». Metacritic, que asigna una media ponderada, otorgó a la cinta un 42 % de comentarios positivos basado en 30 reseñas de las cuales 11 catalogó como positivas. Steve Rhodes puntuó con tres estrellas sobre cuatro la película y llegó a la conclusión de que «algunos intérpretes tienen tanto carisma que disfrutarías oyéndoles leer las páginas amarillas. Hugh Grant y Sandra Bullock son dos actores encantadores». Lisa Schwarzbaum escribió para Entertainment Weekly que «sabe lo que tiene que hacer con sus dos estrellas, lo hace, y no lo convierte en un caso federal». 
Eric Harrison la describió para el Houston Chronicle como una «agradable comedia romántica». Por su parte James Berardinelli se preguntó para Reelviews «¿qué puedo escribir sobre Two Weeks Notice que no haya escrito ya sobre cualquier mediocre comedia romántica salida de la maquinaria de Hollywood?». Rich Cline señaló que «este film es la prueba de que Sandra Bullock y Hugh Grant pueden hacer visible cualquier película, no importa lo mal hecha que esté». Jamie Russell escribió para la BBC que «según el guion Hugh Grant y Sandra Bullock están hechos el uno para el otro. Pero nunca lo adivinarías con esas interpretaciones». Francisco Marinero la definió para el diario El Mundo como «saturada de rosa. No hay situaciones originales, ni sátira, ni personajes dignos o diálogos divertidos».

### Premios y nominaciones
| Año  | Premio             | Categoría                | Persona(s)     | Resultado |
| ---- | ------------------ | ------------------------ | -------------- | --------- |
| 2003 | Teen Choice Awards | Actriz de cine - Comedia | Sandra Bullock | Nominada  |
| 2003 | Teen Choice Awards | Berrinche en cine        | Sandra Bullock | Nominada  |